# Cadre-47/2-Europameisterschaft 1992

Logo CEB (ausrichtender Verband)

Die Cadre-47/2-Europameisterschaft 1992 war das 48. Turnier in dieser Disziplin des Karambolagebillards und fand vom 21. bis zum 26. April 1992 in Poitiers, im französischen Département Vienne statt. Es war die 12. Cadre-47/2-Europameisterschaft in Frankreich.

## Geschichte
Mit großen Überraschungen endete die EM in Poitiers. Keiner der Favoriten kam ins Endspiel. Hier siegte der Niederländer Henri Tilleman gegen den Lokalmatador Brahim Djoubri.  Eine Klasseleistung lieferte der Essener Martin Horn ab. Nur im Halbfinale gab es gegen Djoubri eine Niederlage. Er spielte aber den besten Generaldurchschnitt (GD) des Turniers. Titelverteidiger Fonsy Grethen kam diesmal nur auf den sechsten Platz, direkt hinter dem für Duisburg in der Bundesliga spielenden Thomas Wildförster.
Die Turnierresultate der Meisterschaft wurden mangelhaft übermittelt. Daher fehlen diverse Zahlen in den Tabellen.

## Modus
Gespielt wurde eine Qualifikationsrunde mit 24 Akteuren, wovon sich acht Spieler für das Hauptturnier qualifizieren konnten. Diese acht Spieler trafen die auf die acht gesetzten Spieler. Hier gab es ein Doppel-KO System mit einer Sieger- und einer Trostrunde, wobei die Spieler für das Finale und das Spiel um Platz drei ermittelt wurden. Es wurde auf zwei Gewinnsätze à 75 Punkte gespielt. Endete ein Satz 75:75 in einer Aufnahme gab es einen Tie Break. Endete auch dieser Unentschieden wurde ein Bandenentscheid gespielt um den Sieger zu ermitteln. Es wurde ohne Nachstoß gespielt, außer bei einer Partie in einer Aufnahme.
1. MP = Matchpunkte
2. SP = Satzpunkte
3. GD = Generaldurchschnitt
4. HS = Höchstserie

## Qualifikation
| MP    | Match Points (Sieger = 2; Unentschieden = 1; Verlierer = 0) |
| Pkte. | Erzielte Karambolagen                                       |
| Aufn. | Benötigte Versuche                                          |
| GD    | Generaldurchschnitt                                         |
| BED   | Bester Einzeldurchschnitt eines Spielers                    |
| HS    | Höchstserie                                                 |
|       | Bester GD des Turniers                                      |
|       | Bester ED des Turniers                                      |
|       | Beste HS des Turniers                                       |
|       | 1. Platz (Gold)                                             |
|       | 2. Platz (Silber)                                           |
|       | 3. Platz (Bronze)                                           |

| Abschlusstabelle Gruppe A | Abschlusstabelle Gruppe A | Abschlusstabelle Gruppe A | Abschlusstabelle Gruppe A | Abschlusstabelle Gruppe A | Abschlusstabelle Gruppe A | Abschlusstabelle Gruppe A | Abschlusstabelle Gruppe A | Abschlusstabelle Gruppe A |
| Platz                     | Name                      | MP                        | SP                        | Pkte                      | Aufn.                     | GD                        | BSD                       | HS                        |
| ------------------------- | ------------------------- | ------------------------- | ------------------------- | ------------------------- | ------------------------- | ------------------------- | ------------------------- | ------------------------- |
| 1                         | Philippe Hardoin          | 4:2                       | 8:2                       | 314                       | 25                        | 12,56                     | 75,00                     | 75                        |
| 2                         | Stefan Galla              | 4:2                       | 8:6                       | 403                       | 19                        | 21,21                     | 37,50                     | 63                        |
| 3                         | Fabrice Puigvert          | 2:4                       | 6:8                       | 315                       | 15                        | 21,00                     | 75,00                     | 75                        |
| 4                         | Yves Sureau               | 2:4                       | 6:10                      | 359                       | 18                        | 19,94                     | 75,00                     | 75                        |

| Abschlusstabelle Gruppe B | Abschlusstabelle Gruppe B | Abschlusstabelle Gruppe B | Abschlusstabelle Gruppe B | Abschlusstabelle Gruppe B | Abschlusstabelle Gruppe B | Abschlusstabelle Gruppe B | Abschlusstabelle Gruppe B | Abschlusstabelle Gruppe B |
| Platz                     | Name                      | MP                        | SP                        | Pkte                      | Aufn.                     | GD                        | BSD                       | HS                        |
| ------------------------- | ------------------------- | ------------------------- | ------------------------- | ------------------------- | ------------------------- | ------------------------- | ------------------------- | ------------------------- |
| 1                         | Rafael Garcia             | 6:0                       | 13:7                      | 634                       | 20                        | 31,70                     | 75,00                     | 75                        |
| 2                         | Patrick Niessen           | 2:4                       | 8:8                       | 433                       | 17                        | 25,47                     | 75,00                     | 75                        |
| 3                         | Michael Hikl              | 2:4                       | 9:11                      | 444                       | 17                        | 26,11                     | 75,00                     | 75                        |
| 4                         | Daniel Mieth              | 0:6                       | 6:12                      | 375                       | 40                        | 9,37                      | –                         | 79                        |

| Abschlusstabelle Gruppe C | Abschlusstabelle Gruppe C | Abschlusstabelle Gruppe C | Abschlusstabelle Gruppe C | Abschlusstabelle Gruppe C | Abschlusstabelle Gruppe C | Abschlusstabelle Gruppe C | Abschlusstabelle Gruppe C | Abschlusstabelle Gruppe C |
| Platz                     | Name                      | MP                        | SP                        | Pkte                      | Aufn.                     | GD                        | BSD                       | HS                        |
| ------------------------- | ------------------------- | ------------------------- | ------------------------- | ------------------------- | ------------------------- | ------------------------- | ------------------------- | ------------------------- |
| 1                         | Stephan Horvath           | 4:2                       | 10:4                      | 399                       | 18                        | 22,16                     | 75,00                     | 75                        |
| 2                         | Carsten Lässig            | 4:2                       | 8:6                       | 399                       | 16                        | 24,93                     | 37,50                     | 75                        |
| 3                         | José Albert               | 2:4                       | 8:10                      | 475                       | 30                        | 15,83                     | 25,00                     | 72                        |
| 4                         | Pierre Caubet             | 2:4                       | 4:10                      | 329                       | 27                        | 12,18                     | 18,75                     | 62                        |

| Abschlusstabelle Gruppe D | Abschlusstabelle Gruppe D | Abschlusstabelle Gruppe D | Abschlusstabelle Gruppe D | Abschlusstabelle Gruppe D | Abschlusstabelle Gruppe D | Abschlusstabelle Gruppe D | Abschlusstabelle Gruppe D | Abschlusstabelle Gruppe D |
| Platz                     | Name                      | MP                        | SP                        | Pkte                      | Aufn.                     | GD                        | BSD                       | HS                        |
| ------------------------- | ------------------------- | ------------------------- | ------------------------- | ------------------------- | ------------------------- | ------------------------- | ------------------------- | ------------------------- |
| 1                         | Philippe Deraes           | 6:0                       | 13:1                      | 525                       | 11                        | 47,72                     | 75,00                     | 75                        |
| 2                         | Brahim Djoubri            | 4:2                       | 9:7                       | 417                       | 12                        | 34,75                     | 75,00                     | 75                        |
| 3                         | Christ Calemein           | 2:4                       | 4:10                      | 229                       | 12                        | 19,08                     | 37,50                     | 69                        |
| 4                         | Pedro Arnau               | 0:6                       | 4:12                      | 266                       | 15                        | 17,73                     | 75,00                     | 75                        |

| Abschlusstabelle Gruppe E | Abschlusstabelle Gruppe E | Abschlusstabelle Gruppe E | Abschlusstabelle Gruppe E | Abschlusstabelle Gruppe E | Abschlusstabelle Gruppe E | Abschlusstabelle Gruppe E | Abschlusstabelle Gruppe E | Abschlusstabelle Gruppe E |
| Platz                     | Name                      | MP                        | SP                        | Pkte                      | Aufn.                     | GD                        | BSD                       | HS                        |
| ------------------------- | ------------------------- | ------------------------- | ------------------------- | ------------------------- | ------------------------- | ------------------------- | ------------------------- | ------------------------- |
| 1                         | Martin Horn               | 6:0                       | 12:0                      | 450                       | 9                         | 50,00                     | 75,00                     | 75                        |
| 2                         | Jean Arnaud               | 4:2                       | 8:6                       | 329                       | 19                        | 17,31                     | 37,50                     | 74                        |
| 3                         | Eddy Leppens              | 2:4                       | 8:8                       | 354                       | 15                        | 23,60                     | 75,00                     | 75                        |
| 4                         | ? Maixeut                 | 0:6                       | 0:12                      | 18                        | 10                        | 1,80                      | –                         | 9                         |

| Abschlusstabelle Gruppe F | Abschlusstabelle Gruppe F | Abschlusstabelle Gruppe F | Abschlusstabelle Gruppe F | Abschlusstabelle Gruppe F | Abschlusstabelle Gruppe F | Abschlusstabelle Gruppe F | Abschlusstabelle Gruppe F | Abschlusstabelle Gruppe F |
| Platz                     | Name                      | MP                        | SP                        | Pkte                      | Aufn.                     | GD                        | BSD                       | HS                        |
| ------------------------- | ------------------------- | ------------------------- | ------------------------- | ------------------------- | ------------------------- | ------------------------- | ------------------------- | ------------------------- |
| 1                         | Henri Tilleman            | 6:0                       | 12:2                      | 480                       | 12                        | 40,00                     | 75,00                     | 75                        |
| 2                         | Carlos Tuset              | 4:2                       | 8:4                       | 350                       | 15                        | 23,33                     | 75,00                     | 75                        |
| 3                         | Armin Grimm               | 2:4                       | 6:8                       | 277                       | 15                        | 18,46                     | 75,00                     | 75                        |
| 4                         | Michel Riteau             | 0:6                       | 0:12                      | 107                       | 14                        | 7,64                      | –                         | 34                        |

## Hauptturnier

### Siegerrunde
| Name               | MP  | SP  | 1. Satz | 2. Satz | 3. Satz | ES    | Pkte. | Aufn. | GD    | BSD   |
| ------------------ | --- | --- | ------- | ------- | ------- | ----- | ----- | ----- | ----- | ----- |
| 1. Runde           |     |     |         |         |         |       |       |       |       |       |
| Fonsy Grethen      | 2:0 | 4:0 | 75(2)   | 75(3)   |         |       | 150   | 5     | 30,00 | 37,50 |
| Philippe Hardouin  | 0:2 | 0:4 | 19(2)   | 17(3)   |         |       | 36    | 5     | 7,20  | –     |
| Louis Edelin       | 0:2 | 2:4 | 75(1)   | 71(1)   | 40(3)   |       | 186   | 5     | 37,20 | 75,00 |
| Henri Tilleman     | 2:0 | 4:2 | 66(1)   | 75(1)   | 75(3)   |       | 216   | 5     | 43,20 | 75,00 |
| Volker Baten       | 0:2 | 0:4 | 0(2)    | 9(2)    |         |       | 9     | 4     | 2,25  | –     |
| Philippe Deraes    | 2:0 | 4:0 | 75(2)   | 75(2)   |         |       | 150   | 4     | 37,50 | 37,50 |
| Stephan Horvath    | 0:2 | 2:4 | 75(1)   | 0(1)    | 17(3)   |       | 92    | 5     | 18,40 | 75,00 |
| Thomas Wildförster | 2:0 | 4:2 | 68(1)   | 75(1)   | 75(3)   |       | 218   | 5     | 43,60 | 75,00 |
| Peter de Backer    | 0:2 | 0:4 | 18(3)   | 2(1)    |         |       | 20    | 4     | 5,00  | –     |
| Carlos Tuset       | 2:0 | 4:0 | 75(3)   | 75(1)   |         |       | 150   | 4     | 37,50 | 75,00 |
| Martin Horn        | 2:0 | 4:2 | 75(1)   | 4(2)    | 75(1)   |       | 154   | 4     | 38,50 | 75,00 |
| Fabian Blondeel    | 0:2 | 2:4 | 0(1)    | 75(2)   | 5(1)    |       | 80    | 4     | 20,00 | –     |
| Franz Stenzel      | 0:2 | 0:4 | 0(1)    | 43(2)   |         |       | 43    | 3     | 14,33 | –     |
| Brahim Djoubri     | 2:0 | 4:0 | 75(1)   | 75(2)   |         |       | 150   | 3     | 50,00 | 75,00 |
| Frédéric Caudron   | 0:2 | 0:4 | 1(3)    | 4(2)    |         |       | 5     | 5     | 1,00  | –     |
| Rafael Garcia      | 2:0 | 4:0 | 75(3)   | 75(2)   |         |       | 150   | 5     | 30,00 | 37,50 |
| 2. Runde           |     |     |         |         |         |       |       |       |       |       |
| Fonsy Grethen      | 0:2 | 0:4 | 13(3)   | 4(1)    |         |       | 17    | 4     | 4,25  | –     |
| Henri Tilleman     | 2:0 | 4:0 | 75(3)   | 75(1)   |         |       | 150   | 4     | 37,50 | 75,00 |
| Philippe Deraes    | 0:2 | 1:5 | 37(1)   | 75(1)   | 26(1)   |       | 138   | 3     | 46,00 | 75,00 |
| Thomas Wildförster | 2:0 | 5:1 | 75(1)   | 75(1)   | 75(1)   |       | 225   | 3     | 75,00 | 75,00 |
| Carlos Tuset       | 0:2 | 1:5 | 75(1)   | 22(2)   | 6(2)    |       | 103   | 5     | 20,60 | 75,00 |
| Martin Horn        | 2:0 | 5:1 | 75(1)   | 75(2)   | 75(2)   |       | 225   | 5     | 45,00 | 75,00 |
| Brahim Djoubri     | 2:0 | 4:0 | 75(1)   | 75(1)   |         |       | 150   | 2     | 75,00 | 75,00 |
| Rafael Garcia      | 0:2 | 0:4 | 2(1)    | 64(1)   |         |       | 66    | 2     | 33,00 | –     |
| 3. Runde           |     |     |         |         |         |       |       |       |       |       |
| Henri Tilleman     | 2:0 | 4:2 | 75(2)   | 9(3)    | 75(2)   |       | 159   | 7     | 22,71 | 37,50 |
| Thomas Wildförster | 0:2 | 2:4 | 0(2)    | 75(3)   | 19(2)   |       | 94    | 7     | 13,42 | 25,00 |
| Martin Horn        | 0:2 | 1:5 | 63(1)   | 75(1)   | 31(1)   |       | 169   | 3     | 56,33 | 75,00 |
| Brahim Djoubri     | 2:0 | 5:1 | 75(1)   | 75(1)   | 75(1)   |       | 225   | 3     | 75,00 | 75,00 |
| Finale             |     |     |         |         |         |       |       |       |       |       |
| Henri Tilleman     | 2:0 | 5:3 | 75(1)   | 74(1)   | 75(1)   | 75(1) | 299   | 4     | 74,75 | 75,00 |
| Brahim Djoubri     | 0:2 | 3:5 | 75(1)   | 75(1)   | 47(1)   | 1(1)  | 198   | 4     | 49,50 | 75,00 |

| 1. Runde           |     |     |       |       |       |     |    |       |       |
| Philippe Hardouin  | 0:2 | 0:4 | 1(2)  | 7(3)  |       | 8   | 5  | 1,60  | –     |
| Louis Edelin       | 2:0 | 4:0 | 75(2) | 75(3) |       | 150 | 5  | 30,00 | 37,50 |
| Volker Baten       | 0:2 | 0:4 | 4(1)  | 48(2) |       | 52  | 3  | 17,33 | –     |
| Stephan Horvath    | 2:0 | 4:0 | 75(1) | 75(3) |       | 150 | 3  | 50,00 | 75,00 |
| Peter de Backer    | 2:0 | 4:0 | 75(1) | 75(1) |       | 150 | 2  | 75,00 | 75,00 |
| Fabian Blondeel    | 0:2 | 0:4 | 1(1)  | 36(1) |       | 37  | 2  | 18,50 | –     |
| Franz Stenzel      | 0:2 | 2:4 | 75(8) | 26(2) | 2(2)  | 103 | 12 | 8,58  | 9,37  |
| Frédéric Caudron   | 2:0 | 4:2 | 10(8) | 75(2) | 75(2) | 160 | 12 | 13,33 | 37,50 |
| 2. Runde           |     |     |       |       |       |     |    |       |       |
| Fonsy Grethen      | 2:0 | 4:2 | 75(1) | 75(1) | 75(1) | 225 | 3  | 75,00 | 75,00 |
| Frédéric Caudron   | 0:2 | 2:4 | 75(1) | 1(1)  | 75(1) | 151 | 3  | 50,33 | 75,00 |
| Philippe Deraes    | 2:0 | 5:3 | 33(2) | 75(1) | 75(1) | 183 | 4  | 45,75 | 75,00 |
| Peter de Backer    | 0:2 | 3:5 | 75(2) | 75(1) | 1(1)  | 151 | 4  | 37,50 | 75,00 |
| Stephan Horvath    | 2:0 | 4:0 | 75(4) | 75(1) |       | 150 | 5  | 30,00 | 75,00 |
| Carlos Tuset       | 0:2 | 0:4 | 17(4) | 50(1) |       | 67  | 5  | 13,40 | –     |
| Louis Edelin       | 2:0 | 4:0 | 75(2) | 75(2) |       | 150 | 4  | 37,50 | 37,50 |
| Rafael Garcia      | 0:2 | 0:4 | 43(2) | 37(2) |       | 80  | 4  | 20,00 | –     |
| 3. Runde           |     |     |       |       |       |     |    |       |       |
| Fonsy Grethen      | 2:0 | 4:2 | 75(1) | 42(2) | 75(3) | 192 | 6  | 32,00 | 75,00 |
| Philippe Deraes    | 0:2 | 2:4 | 0(1)  | 75(2) | 73(3) | 148 | 6  | 24,66 | 37,50 |
| Stephan Horvath    | 2:0 | 4:2 | 75(1) | 3(1)  | 75(1) | 153 | 3  | 51,00 | 75,00 |
| Louis Edelin       | 0:2 | 2:4 | 22(1) | 75(1) | 6(1)  | 103 | 3  | 34,33 | 75,00 |
| 4. Runde           |     |     |       |       |       |     |    |       |       |
| Fonsy Grethen      | 0:2 | 1:5 | 4(1)  | 75(1) | 0(1)  | 79  | 3  | 26,33 | 75,00 |
| Martin Horn        | 2:0 | 5:1 | 75(1) | 75(1) | 75(1) | 225 | 3  | 75,00 | 75,00 |
| Stephan Horvath    | 2:0 | 4:2 | 4(1)  | 75(1) | 75(1) | 154 | 3  | 51,33 | 75,00 |
| Thomas Wildförster | 0:2 | 2:4 | 75(1) | 3(1)  | 54(1) | 132 | 3  | 44,00 | 75,00 |
| Spiel um Platz 3   |     |     |       |       |       |     |    |       |       |
| Martin Horn        | 2:0 | 5:3 | 75(1) | 7(1)  | 75(1) | 157 | 3  | 52,33 | 75,00 |
| Stephan Horvath    | 0:2 | 3:5 | 75(1) | 7(1)  | 0(1)  | 82  | 3  | 27,33 | 75,00 |

## Abschlusstabelle
| MP    | Match Points (Sieger = 2; Unentschieden = 1; Verlierer = 0) |
| Pkte. | Erzielte Karambolagen                                       |
| Aufn. | Benötigte Versuche                                          |
| GD    | Generaldurchschnitt                                         |
| BED   | Bester Einzeldurchschnitt eines Spielers                    |
| HS    | Höchstserie                                                 |
|       | Bester GD des Turniers                                      |
|       | Bester ED des Turniers                                      |
|       | Beste HS des Turniers                                       |
|       | 1. Platz (Gold)                                             |
|       | 2. Platz (Silber)                                           |
|       | 3. Platz (Bronze)                                           |

| Platz                                | Name               | Spiele | MP  | SP    | Pkte | Aufn. | GD    | BED   | HS |
| ------------------------------------ | ------------------ | ------ | --- | ----- | ---- | ----- | ----- | ----- | -- |
| 1                                    | Henri Tilleman     | 4      | 8:0 | 17:7  | 824  | 29    | 28,41 | 37,50 | 75 |
| 2                                    | Brahim Djoubri     | 4      | 6:2 | 16:6  | 743  | 20    | 37,15 | 75,00 | 75 |
| 3                                    | Martin Horn        | 5      | 8:2 | 20:12 | 1005 | 18    | 55,83 | 75,00 | 75 |
| 4                                    | Stephan Horvath    | 6      | 8:4 | 21:13 | 846  | 22    | 38,45 | 51,33 | 75 |
| 5                                    | Thomas Wildförster | 4      | 4:4 | 13:11 | 669  | 19    | 35,21 | 75,00 | 75 |
| 6                                    | Fonsy Grethen      | 5      | 6:4 | 13:13 | 666  | 21    | 31,71 | 75,00 | 75 |
| 7                                    | Louis Edelin       | 4      | 4:4 | 12:8  | 589  | 17    | 34,64 | 37,50 | 75 |
| 8                                    | Philippe Deraes    | 4      | 4:4 | 12:12 | 694  | 17    | 40,82 | 43,00 | 75 |
| 9                                    | Peter de Backer    | 3      | 2:4 | 7:9   | 322  | 13    | 24,76 | 50,00 | 75 |
| 10                                   | Frédéric Caudron   | 3      | 2:4 | 6:10  | 356  | 18    | 19,77 | 14,54 | 75 |
| 11                                   | Carlos Tuset       | 3      | 2:4 | 5:9   | 322  | 12    | 26,83 | 37,50 | 75 |
| 12                                   | Rafael Garcia      | 3      | 2:4 | 4:8   | 296  | 10    | 29,60 | 30,00 |    |
| 13                                   | Franz Stenzel      | 2      | 0:4 | 2:8   | 146  | 14    | 10,42 | –     |    |
| 14                                   | Fabian Blondeel    | 2      | 0:4 | 2:8   | 117  | 6     | 19,50 | –     | 75 |
| 15                                   | Volker Baten       | 2      | 0:4 | 0:8   | 61   | 5     | 12,20 | –     | 48 |
| 16                                   | Philippe Hardouin  | 2      | 0:4 | 0:8   | 44   | 8     | 5,50  | –     |    |
| Turnierdurchschnitt: Endrunde: 30,92 |                    |        |     |       |      |       |       |       |    |